# Лавриненко, Дмитрий Фёдорович
Дмитрий Фёдорович Лаврине́нко (1 (14) октября 1914 — 18 декабря 1941) — советский офицер, танковый ас, участник Великой Отечественной войны. Герой Советского Союза (1990).
В 1934 году записался добровольцем в РККА, был направлен в кавалерию. В мае 1938 года окончил Ульяновское танковое училище. Принимал участие в походе на Западную Украину и в походе в Бессарабию. После отступления с западных границ СССР в августе 1941 года прибыл в 4-ю (с 11 ноября — 1-ю гвардейскую) танковую бригаду полковника М. Е. Катукова. За два с половиной месяца боёв принял участие в 28 схватках и уничтожил 52 танка противника, став самым результативным танкистом в Красной Армии за всю Великую Отечественную войну. 18 декабря на подступах к Волоколамску после боя Д. Ф. Лавриненко был убит осколком мины. После Великой Отечественной войны маршал бронетанковых войск М. Е. Катуков, генерал армии Д. Д. Лелюшенко, а также кубанские писатели и краеведы добивались награждения Лавриненко, и лишь 5 мая 1990 года ему было присвоено звание Героя Советского Союза, посмертно.

## Биография

### Ранние годы
Дмитрий Лавриненко родился 1 (14) октября 1914 год (по другим сведениям — 10 сентября) в станице Бесстрашной (ныне Отрадненского района Краснодарского края) в семье кубанского казака.
Отец, Фёдор Прокофьевич Лавриненко, участник Первой мировой войны, в годы Гражданской войны возглавлял красногвардейский отряд станицы, погиб в боях с белоказаками. Мать — Матрёна Прокофьевна — после установления советской власти вступила в ВКП(б) и стала председателем стансовета на хуторе Сладкий Армавирского района; после смерти мужа в одиночку растила сына.
В 1931 году Дмитрий Лавриненко окончил школу крестьянской молодёжи в станице Вознесенской, а затем — учительские курсы в городе Армавире. После этого в 1931—1933 годах Лавриненко приехал работать учителем в школе на хутор Сладкий, председателем станичного Совета, в котором была его мать. По его инициативе в сельской школе возникли драмкружок, струнный оркестр и спортивные секции — борьба, футбол, волейбол и лёгкая атлетика. По отзыву одной из его бывших учениц: «признаться, мы, девчонки, были просто влюблены в своего учителя, но он или не замечал, или делал вид, что не замечает. Уроки Дмитрий Фёдорович проводил раскованно, с выдумкой, с фантазией. И что удивительно — вёл занятия сразу в двух классах — помещение одно, а класса два, второй и четвёртый, по два ряда парт занимал каждый… Не без его влияния я стала учительницей».

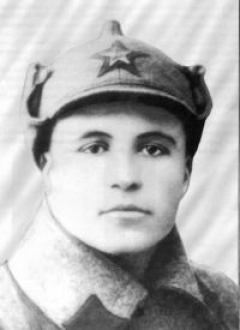
Курсант танкового училища Дмитрий Лавриненко (1938 год)

В 1933—1934 годах работал статистиком главконторы совхоза «Хуторок», затем кассиром сберкассы в селе Новокубанское (в 12 км к северу от Армавира).
В 1934 году Лавриненко добровольцем вступил в армию и был направлен в кавалерию. В мае 1938 года по сжатой программе окончил Ульяновское бронетанковое училище. По отзыву командира роты, лейтенант Дмитрий Лавриненко — «скромный, исполнительный и аккуратный командир танка». По воспоминаниям его бывшего однополчанина Героя Советского Союза А. А. Рафтопулло, «экзамены он сдал с хорошими и отличными оценками, ведь он пришёл в армию со специальностью учителя. Наука Дмитрию давалась хорошо, он отличался особым трудолюбием, выдержкой, добротой и скромностью. Очень любил технику и старался как можно скорее ею овладеть. Стрелял из всех видов оружия на „отлично“, так его и называли друзья: „Снайперский глаз“».
В 1939 году Лавриненко принял участие в походе на Западную Украину, в 1940 — в походе в Бессарабию. В Станиславе на молодёжном вечере познакомился со своей будущей женой — Ниной, с которой поженился летом 1941 года в Виннице, куда с боями от западных границ СССР отступала воинская часть Дмитрия.

### У западных границ
В начале Великой Отечественной войны лейтенант Лавриненко служил в должности командира танкового взвода 15-й танковой дивизии 16-го механизированного корпуса, дислоцировавшегося в городе Станислав (ныне Ивано-Франковск, Украина). Дивизия довольно долгое время не принимала участие в боевых действиях. Так, 2 июля начался отвод частей 16-го механизированного корпуса за реку Днестр, а 4 июля он был выведен из состава Южного фронта для передислокации в район Мозыря (Гомельская область, Белоруссия). Таким образом, к утру 7 июля 1941 года не участвовавшая в боях 15-я танковая дивизия после выхода из мест дислокации в Станиславе до погрузки на станции Деражня уже прошла около 300 км, теряя материальную часть, которая выходила из строя по техническим причинам. Из-за недостатка подвижного состава в Деражне погрузка частей дивизии затянулась вплоть до 11 июля, что привело к дезорганизации частей и соединений корпуса.

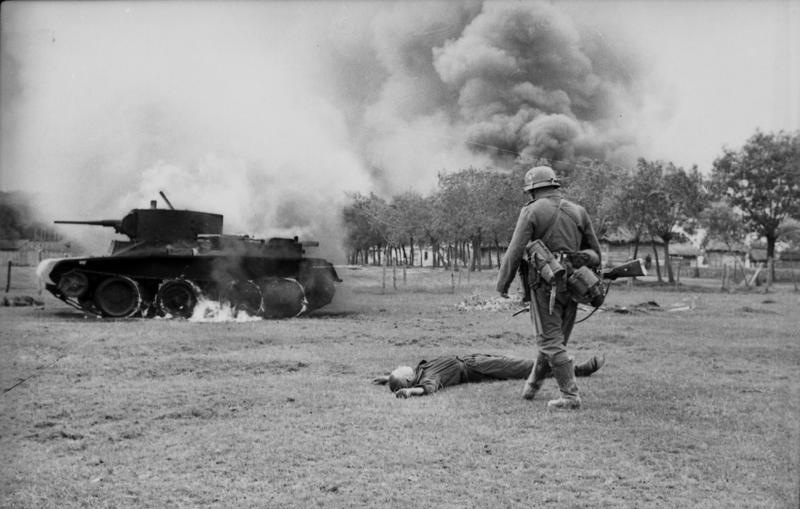
Подбитый БТ-5, аналогичный состоявшим на вооружении 15 танковой дивизии, Южный фронт, июнь 1941 года

7 июля вермахт силами 11-й танковой дивизии прорвался к Бердичеву (Житомирская область Украины) и занял город. 8—11 июля советские части силами вновь образованной группы войск комдива А. Д. Соколова (командир 16-го механизированного корпуса с приданными подразделениями) пытались отбить Бердичев, первоначально достигнув его юго-западных окраин. Однако, понеся большие потери, а также из-за угрозы окружения, советские войска, штурмовавшие город, были отведены. Прорывом к Казатину 1-я танковая группа (генерал-полковник Эвальд фон Клейст) рассекла группу Соколова на две части. К исходу 15 июля группа Соколова оставила город Казатин. В районе села Комсомольское в окружение попал батальон 15-й танковой дивизии, однако ночью ему удалось прорваться к основным частям дивизии.
Для сохранения боеспособности части 16-го механизированного корпуса с приданными подразделениями начали отходить на Ружин и Зарудинцы (Житомирская область Украины). В ходе боёв корпус понёс тяжёлые потери в материальной части, а также испытывал серьёзные перебои со снабжением горючим и боеприпасами. К исходу 24 июля корпус отошёл на оборонительный рубеж Скала — Кожанка. Из остатков 240-й моторизованной дивизии, 15-й и 44-й танковых дивизий был сформирован отряд пехоты силой до батальона. В это же время приказом командования начался отзыв с фронта наиболее ценных танковых кадров, не имевших материальной части и использовавшихся в боях в качестве обычных пехотинцев.
В этих первых боях отличиться лейтенанту Лавриненко не удалось, так как его танк вышел из строя. Во время отступления Дмитрий Фёдорович проявил свой характер и не подчинился приказу уничтожить свой неисправный танк. Проследовав за отступавшими частями 15-й танковой дивизии, он сдал свою машину в ремонт только после того, как оставшийся личный состав дивизии был отправлен на переформирование. Остатки 15-й танковой дивизии погибли в уманском котле в составе группы П. Г. Понеделина в начале августа 1941 года. 14 августа 1941 года дивизия была расформирована.

### В 4-й танковой бригаде
19 августа 1941 года в посёлке Прудбой Сталинградской области из эвакуированного личного состава 15-й и 20-й танковых дивизий начала формироваться 4-я танковая бригада, командиром которой назначен полковник М. Е. Катуков (бывший командир 20-й танковой дивизии 9-го механизированного корпуса). На вооружение бригады поступили новые танки КВ и Т-34 с конвейера Сталинградского тракторного завода. Старший лейтенант Лавриненко был назначен командиром танкового взвода Т-34. По воспоминаниям однополчан, получив новую машину Т-34, он произнёс: «Ну, теперь я с Гитлером рассчитаюсь!»
23 сентября личный состав и материальная часть были погружены в эшелоны, и утром 28 сентября бригада сосредоточилась в деревне Акулово, в районе станции Кубинка (Одинцовский район Московской области). По прибытии в Кубинку бригада дополнительно получила лёгкие танки БТ-7, БТ-5 и устаревшие БТ-2, которые только что вышли из ремонта. Закончив формирование к 3 октября 1941 года, бригада вошла в оперативное подчинение 1-го особого гвардейского стрелкового корпуса генерал-майора Д. Д. Лелюшенко.

### Бои под Мценском
В октябре 1941 года командир танкового взвода Т-34 старший лейтенант Дмитрий Лавриненко принимал участие в боях под Мценском с частями немецкой 2-й танковой группы генерал-полковника Гейнца Гудериана.
6 октября позиции 4-й танковой бригады в районе села Первый Воин были атакованы превосходящими силами немецких танков и мотопехоты 4-й танковой дивизии (генерал-майор Вилибальд фон Лангерман унд Эрленкамп). Подавив противотанковые пушки, танки противника вышли на позиции мотострелков и начали «утюжить» окопы. На помощь пехотинцам М. Е. Катуков срочно выслал группу из четырёх танков Т-34 под командованием старшего лейтенанта Лавриненко.
Танки Лавриненко внезапно атаковали. Повторив атаку с нескольких разных направлений и тем самым создав впечатление о действии превосходящих сил, группа Лавриненко подбила и уничтожила, по советским данным, суммарно 15 танков противника, четыре из которых были на счету экипажа Лавриненко. Получив приказ на отход, Лавриненко посадил выживших мотострелков на броню и вернулся на место засады, к опушке леса. По немецким данным, наступавшая на Мценск немецкая группировка потеряла за 6 октября всего 10 танков, из них 6 безвозвратно.
К 11 октября, по данным советской стороны, Лавриненко уничтожил 7 танков, одно противотанковое орудие и до двух взводов немецкой пехоты. По воспоминанию механика-водителя его танка старшего сержанта Пономаренко, один из боевых эпизодов тех дней:

Лавриненко нам сказал так: «Живыми не вернуться, но миномётную роту выручить. Понятно? Вперёд!». Выскакиваем на бугорок, а там немецкие танки, как собаки, шныряют. Я остановился. Лавриненко — удар! По тяжёлому танку. Потом видим, между нашими двумя горящими лёгкими танками БТ немецкий средний танк — разбили и его. Видим ещё один танк — он убегает. Выстрел! Пламя… Есть три танка. Их экипажи расползаются. В 300 метрах вижу ещё один танк, показываю его Лавриненко, а он — настоящий снайпер. Со второго снаряда разбил и этот, четвёртый по счёту. И Капотов — молодец: на его долю тоже три немецких танка досталось. И Полянский одного угробил. Так вот миномётную роту и спасли. А сами — без единой потери!

В целом в боях за Мценск 4-я и 11-я танковые бригады предприняли несколько атак на маршевые колонны немецкой 4-й танковой дивизии Лангермана, которые оказались исключительно успешными, в том числе, по оценке историка А. В. Исаева, из-за пренебрежения Лангермана разведкой и охранением своих войск. Кроме того, на брянском направлении результативно работали не только танкисты, но и лётчики. В результате немецкая 4-я танковая дивизия была сильно ослаблена: к 16 октября 1941 года в ней осталось на ходу всего лишь 38 танков из 59 на 4 октября (по немецким данным). В своих воспоминаниях Гейнц Гудериан описывает несколько другие причины этой неудачи:

Южнее города Мценска 4-я танковая дивизия была атакована русскими танками, и ей пришлось пережить тяжёлый момент. Впервые проявилось в резкой форме превосходство русских танков Т-34. Дивизия понесла значительные потери. Намеченное быстрое наступление на Тулу пришлось пока отложить.
…
Особенно неутешительными были полученные нами донесения о действиях русских танков, а главное, об их новой тактике.
…
Русская пехота наступала с фронта, а танки наносили массированные удары по нашим флангам. Они кое-чему уже научились.

Общее количество бронетехники противника, подбитой и уничтоженной экипажем Дмитрия Лавриненко в боях под Мценском, точно неизвестно. По воспоминаниям однополчан и начальников Дмитрия Лавриненко, а также в источниках, основанных на них, приводятся различные сведения: от 7 до 19 танков. По мнению историка М. Б. Барятинского, это «типичный пример того, как в то время вёлся учёт подбитых вражеских машин, даже в рамках одной бригады».

### Инцидент под городом Серпуховом
После боёв под Мценском 4-я танковая бригада перебрасывалась под Москву на волоколамское направление. Вечером 19 октября 1941 года она прибыла на станцию Чисмена в 105 км от Москвы. Однако Т-34 командира взвода лейтенанта Дмитрия Лавриненко прибыл в расположение бригады только к полудню 20 октября, своим ходом; за ним следовал немецкий штабной автобус. Четырьмя днями ранее полковник М. Е. Катуков оставил танк Лавриненко по просьбе командования 50-й армии для охраны её штаба, и с тех пор от экипажа не было никаких вестей. Инцидент мог обернуться трибуналом для Лавриненко и членов его экипажа, начальник политотдела старший батальонный комиссар И. Г. Деревянкин набросился на Лавриненко, требуя объяснений.
Выяснилось, что штаб 50-й армии отпустил танк Лавриненко почти сразу вслед за ушедшей танковой бригадой. Но по забитой автотранспортом дороге нагнать бригаду ему не удалось. Прибыв в Серпухов, экипаж решил побриться в парикмахерской, где их застал красноармеец, передавший лейтенанту Лавриненко, чтобы тот срочно прибыл к коменданту города, комбригу П. А. Фирсову (по другим данным — в парикмахерскую примчался на автомашине сам Фирсов).
Оперативная обстановка в районе Серпухова внезапно стала критической. 17-я стрелковая дивизия, оборонявшая село Угодский Завод (ныне город Жуков Калужской области), вынуждена была отступить на Стремиловский рубеж, и дорога на Серпухов оказалась открыта. Этим воспользовалось немецкое командование, выслав на Серпухов большой разведывательный отряд. Около батальона немцев на мотоциклах, трёх автомашинах с пушками и одна штабная машина двинулись по дороге к Серпухову, без задержки проследовав через посёлок Высокиничи.
Из посёлка Высокиничи до коменданта Фирсова дозвонилась дежурная телефонистка, которая предупредила о приближении колонны. По воспоминаниям члена Военного совета 49-й армии генерал-майора А. И. Литвинова, командующий армией И. Г. Захаркин поручил своему заместителю Н. А. Антипенко создать заградительный отряд с задачей ликвидировать прорвавшегося противника. Командование отрядом было возложено на начальника серпуховского гарнизона комбрига П. А. Фирсова. В это время гарнизон Серпухова состоял из одного истребительного батальона, в котором служили старики и подростки. Никаких других сил для обороны города у коменданта под рукой не было. По удачному стечению обстоятельств кто-то из солдат батальона подсказал Фирсову, что в городе у парикмахерской стоит танк Т-34, танкисты бреются. Вся надежда у Фирсова оставалась на один-единственный танк Лавриненко.
Полковнику тов. Катукову.
Командир машины Лавриненко Дмитрий Фёдорович был мною задержан. Ему была поставлена задача остановить прорвавшегося противника и помочь восстановить положение на фронте и в районе города Серпухова. Он эту задачу не только с честью выполнил, но и геройски проявил себя. За образцовое выполнение боевой задачи Военный совет армии всему личному составу экипажа объявил благодарность и представил к правительственной награде.
Лавриненко доложил коменданту Фирсову: «Топливо есть, комплект боеприпасов имеется, вести бой с немцами готов. Покажите дорогу». Не теряя времени, танк стремительно проследовал по улицам Серпухова в направлении совхоза «Большевик» и далее в сторону Высокиничей. Замаскировав машину на опушке леса в районе современного города Протвино, танкисты стали дожидаться противника. Дорога в обе стороны просматривалась хорошо.
Через несколько минут на дороге показалась немецкая колонна. Немцы вели себя крайне самоуверенно и не выслали вперёд разведку. Подпустив головную машину на 150 метров, Лавриненко расстрелял колонну в упор. Два орудия сразу же были разбиты, а третье — немецкие артиллеристы пытались развернуть. В этот момент Лавриненко дал команду идти на таран, танк выскочил на дорогу и, врезавшись в грузовики с пехотой, раздавил последнее орудие. Вскоре подошли бойцы истребительного батальона и завершили разгром прорвавшегося немецкого подразделения.
Экипаж Лавриненко сдал коменданту города Серпухова 13 автоматов, 6 миномётов, 10 мотоциклов с колясками и противотанковое орудие с полным боекомплектом. Также было захвачено несколько пленных — первые пленные, доставленные в Серпухов. Немецкий штабной автобус Фирсов разрешил забрать в бригаду, его повёл своим ходом пересевший из тридцатьчетвёрки механик-водитель М. И. Бедный. В автобусе оказались документы и карты, которые Катуков немедленно отправил в Москву.

### На волоколамском направлении
В конце октября 1941 года 4-я танковая бригада в составе Западного фронта обороняла рубеж к северу от шоссе Волоколамск — Москва, проходивший через сёла Моисеевка, Ченцы, Большое Никольское, Тетерино, разъезд Дубосеково, вместе с частями 316-й стрелковой дивизии (генерал-майор И. В. Панфилов) и кавалерийской группой (генерал-майор Л. М. Доватор).
После ряда безуспешных попыток 18-й стрелковой дивизии овладеть опасным выступом у деревни Скирманово (Рузский район Московской области), занятой немецкой 10-й танковой дивизией, командующий 16-й армией К. К. Рокоссовский создал более мощную ударную группировку из частей 18-й стрелковой и 50-й кавалерийской дивизий, а также недавно поступившей в состав армии 1-й гвардейской танковой бригады при поддержке пушечных и противотанковых артиллерийских полков и трёх дивизионов «катюш». 12 ноября после сильной артподготовки началось наступление. 1-я гвардейская танковая бригада атаковала противника фронтальным ударом силами 15 Т-34 и двух КВ. Три танка Т-34 (взвод Лавриненко) шли первыми и вызывали огонь противника на себя, чтобы выявить расположение огневых точек. Следующие за взводом Лавриненко два танка КВ (Заскалько и Полянский) поддерживали огнём взвод Лавриненко. По воспоминаниям сержанта Н. П. Капотова, из взвода Лавриненко:

Вышли мы на второй скорости, затем переключились на третью. Как только выскочили на высотку — открылся вид на село. Я послал несколько снарядов, чтобы определить огневые точки противника. Но тут поднялся такой грохот, что нас оглушило. В моей башне жутко было сидеть. Видно, фашисты открыли огонь сразу из всех пушек и зарытых в землю танков…

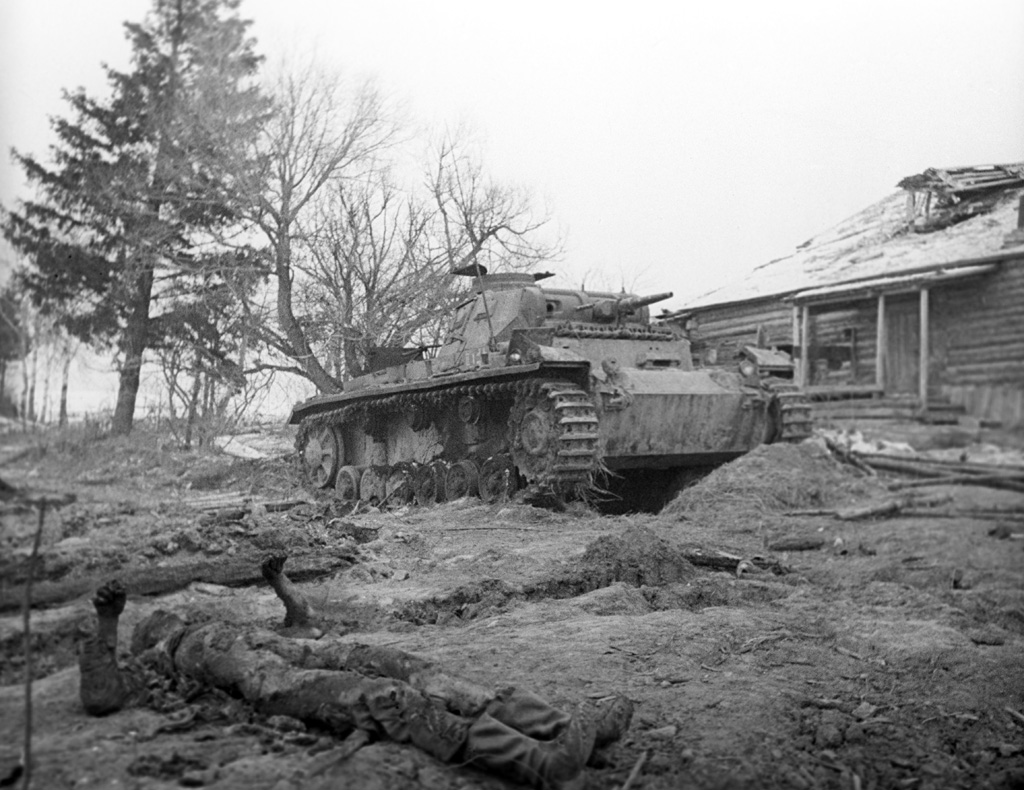
Подбитый немецкий танк у деревни Скирманово, ноябрь 1941 года

Ворвавшийся в Скирманово танк Лавриненко был подбит из противотанкового орудия. Вместо раненного в плечо стрелка-радиста Ивана Борзых в экипаж прибыл Александр Шаров. После упорных боёв 13—14 ноября Скирмановский плацдарм был взят. По оценке немецкого командования, «после жестокого сражения предмостное укрепление было сдано, для того чтобы избежать дальнейших потерь. 10-я танковая дивизия уничтожила 15 танков противника, в том числе два 52-тонных, и 4 сильно повредила". По советским данным, к 16 ноября в 1-й гвардейской танковой бригаде осталось 19 танков KB и Т-34 и 20 лёгких танков. По оценке М. Е. Катукова: «Впервые за короткую историю своего существования бригада понесла существенные потери».
После успешного захвата плацдарма советское командование решило развить успех и выйти в тыл волоколамской группировке немецких войск с тем, чтобы сорвать ожидавшееся со дня на день наступление. В ночь на 16 ноября 16-я армия произвела перегруппировку войск и с 10:00 перешла в наступление. В это же утро противник начал наступление на стыке 316-й стрелковой дивизии и кавалерийской группы Л. М. Доватора. Таким образом, весь день 16 ноября 16-я армия вела наступление своим правым крылом и оборонялась — левым крылом и центром. В частности, 316-я стрелковая дивизия с 1-й гвардейской танковой бригадой и кавалерийская группа Доватора с приданным 1-м танковым батальоном 11-й танковой дивизии противостояла значительно превосходящим 46-му моторизованного корпусу (генерал танковых войск Генрих фон Витингоф, 5-я и 11-я танковые дивизии) и 5-му армейскому корпусу (генерал пехоты Рихард Руофф, 2-я танковая, 35-я и 106-я пехотные дивизии).
17 ноября 1941 года из трёх Т-34 из взвода Лавриненко и трёх (по другим сведениям — четырёх) БТ-7 из 2-го танкового батальона была выделена танковая группа под командованием Лавриненко для поддержки 1073-го стрелкового полка 316-й стрелковой дивизии генерал-майора И. В. Панфилова для атаки села Лысцево. Комиссаром группы был назначен комиссар 2-го батальона политрук И. Г Карпов. Группа выдвигалась для атаки в два эшелона: в первом шли БТ-7 под командованием лейтенанта Г. Н. Заики (командир взвода), И. Ф. Пятачкова и Маликова, во втором — Т-34 Д. Ф. Лавриненко, Томилина и Фролова. В полукилометре до цели на опушке леса Маликов заметил 18 танков противника: немецкие солдаты бежали к своим машинам, готовясь к отражению атаки. В скоротечном бою, продолжавшемся всего 8 минут, были подбиты 7 немецких танков, остальные уклонились от дальнейшего боя и ушли в глубь леса. Но и атакующая группа лишилась двух своих машин БТ-7 Заики и Пятачкова и двух Т-34 Томилина и Фролова. Экипаж танка Заики (в том числе командир взвода Г. Н. Заика и механик-водитель Н. Ф. Мелько) погиб в полном составе.
Танки Лавриненко и Маликова на большой скорости ворвались в Лысцево. Вслед за ними туда вошли советские пехотинцы. Оставшиеся в селе без поддержки танков немецкие пехотинцы укрылись в каменных строениях, которые методично ликвидировали советские танкисты и стрелки. Доложив в штаб о занятии села, Лавриненко получил сообщение, что на правом фланге панфиловской дивизии немцы из района деревни Шишкино вышли в тыл 1073-му стрелковому полку. Обстановка резко изменилась, глубоким обходным манёвром немецкие войска угрожали охватить и другие части дивизии: танковая колонна противника уже двигалась в тылу боевых порядков дивизии. К утру 17 ноября 690-й стрелковый полк был уже полуокружён, а 1073-й и 1075-й полки были сбиты со своих позиций и отходили.
В этой ситуации Лавриненко принял решение в одиночку атаковать немецкую колонну бронетехники из засады, отправив БТ-7 Маликова в штаб. Выйдя оврагами и перелесками на шоссе, идущее на Шишкино, Лавриненко встал неподалёку от дороги. Поблизости не было удобных укрытий, однако белый цвет Т-34 на выбеленных снегами полевых просторах сам послужил хорошей маскировкой. Немецкая колонна в составе 8-ми танков шла по шоссе, не заметив притаившийся танк Лавриненко.
Подпустив колонну на близкую дистанцию, Лавриненко открыл огонь по бортам головных немецких танков, затем перенёс огонь по замыкающим и в заключение дал несколько пушечных выстрелов по центру колонны, уничтожив суммарно три средних и три лёгких танка. После этого незаметно, овражками и перелесками ускользнул от преследования. В результате экипажу Лавриненко удалось задержать дальнейшее продвижение немецких танков, что позволило советским частям отойти на новые позиции, избежав окружения.
Командный пункт командира 316-й стрелковой дивизии генерал-майора И. В. Панфилова переместился в деревню Гусенево Волоколамского района. Там Лавриненко встретил Маликова, экипаж которого всю ночь прикрывал отход артиллерийских подразделений на новые позиции.
На следующий день, 18 ноября 1941 года, два десятка немецких танков и цепи мотопехоты стали окружать деревню Гусенево. Немцы обстреливали её из миномётов, но огонь был неприцельным. По воспоминаниям полковника в отставке А. С. Загудаева, «обстановка была исключительно трудной: прорвавшиеся танки врага уже подходили к деревне, где находился КП дивизии. Восемь машин с крестами на бортах насчитал Дмитрий». Перед самым началом танковой атаки противника осколком миномётной мины возле штабной землянки был убит генерал-майор И. В. Панфилов. Лавриненко, находившийся как раз неподалёку от его командного пункта, был настолько потрясён гибелью Панфилова, что «то, что произошло дальше, могло случиться только в момент наивысшего эмоционального накала».

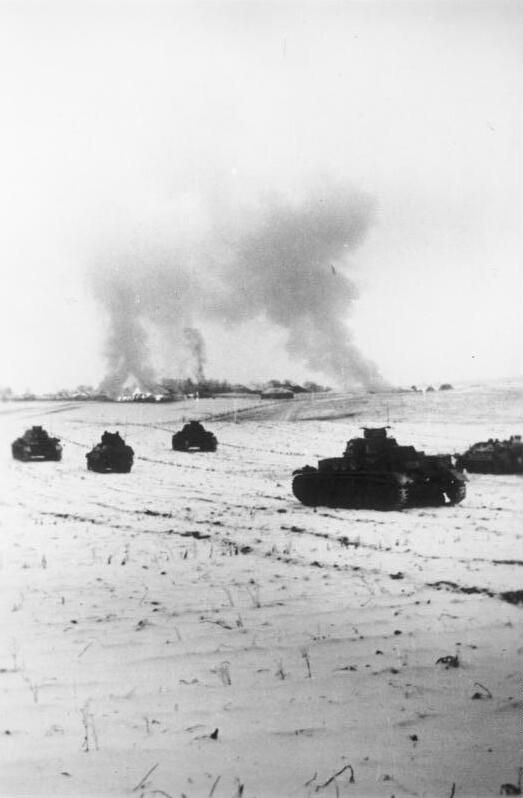
Немецкие танки атакуют советские позиции в районе Истры, 25 ноября 1941

Во встречном бою экипаж Лавриненко подбил семь из восьми танков противника. Лавриненко опомнился, когда заело спусковой механизм пушки и он никак не мог сделать выстрел по уходившей восьмой машине. Немецкие танкисты выпрыгивали из горящих машин, катались на снегу, гася пламя на комбинезонах, и пытались убежать в лес. Открыв люк, Лавриненко выскочил из танка и погнался за ними, стреляя на ходу из пистолета. В этот момент ещё 10 танков противника показались из-за леса. Окрик радиста Шарова «Танки!» заставил Лавриненко вернуться. Одним из снарядов машина Лавриненко была поражена в борт. Лавриненко и Федотов вытащили смертельно раненного в живот радиста Шарова, а механик-водитель сержант М. И. Бедный сгорел в танке, когда сдетонировал боекомплект.

Проклятый враг всё стремится к Москве, но ему не дойти до Москвы, он будет разбит. Недалёк тот час, когда мы будем его гнать и гнать, да так, что он не будет знать, куда ему деваться.
Обо мне не беспокойтесь. Погибать не собираюсь.
Пишите письма срочно, немедленно.
— С приветом, Дмитрий. 30.11.41 г.
5 декабря 1941 года гвардии старший лейтенант Лавриненко был представлен к званию Героя Советского Союза. В наградном листе отмечалось: «…выполняя боевые задания командования с 4 октября и по настоящее время, беспрерывно находился в бою. За период боёв под Орлом и на Волоколамском направлении экипаж Лавриненко уничтожил 37 тяжёлых, средних и лёгких танков противника…»

### Последний бой
7 декабря 1941 года началось наступление советских войск в районе Истры. 145-я, 1-я гвардейская, 146-я и 17-я танковые бригады совместно со стрелковыми частями 16-й армии прорвали оборону противника и, преодолевая его сопротивление, продвигались вперёд. В первые сутки развернулись ожесточённые бои за село Крюково, важный узел дорог и крупный населённый пункт, где оборонялись 5-я танковая и 35-я пехотная дивизии вермахта. Части 8-й гвардейской стрелковой дивизии им. И. В. Панфилова и 1-й гвардейской танковой бригады ночью атаковали позиции противника и освободили Крюково.
К 18 декабря подразделения 1-й гвардейской танковой бригады вышли на подступы к Волоколамску. Разгорелись бои в районе деревень Сычёво, Покровское, Гряды и Чисмена. Танковая рота старшего лейтенанта Лавриненко с приданным отделением сапёров, которые расчищали от мин маршруты движения танков, действовала в передовом отряде в районе Гряды — Чисмена. На рассвете, застигнув немцев врасплох, группа атаковала деревню Гряды. Лавриненко решил, не дожидаясь подхода главных сил, атаковать немцев в селе Покровское.
По воспоминаниям полковника в отставке (в те годы гв. старший лейтенант, командир танковой роты 1 гв. танковой бригады) Л. Д. Лехмана, развивая наступление на Волоколамском направлении, танковая рота ворвалась в село Покровское, где огнём и гусеницами уничтожила немецкий гарнизон. Затем, маневрируя, Лавриненко повёл свою роту в атаку на соседнюю деревню Горюны, куда отошли немецкие танки и бронетранспортёры. Немецкие части не смогли противостоять атаке с двух сторон, подошедшими основными силами бригады и ротой Лавриненко были разбиты и бежали. В этом бою Лавриненко уничтожил свой 52-й немецкий танк.
Сразу после боя деревня Горюны подверглась сильному артиллерийскому и миномётному обстрелу противника. Выскочив из танка, старший лейтенант Лавриненко направился к полковнику H. A. Черноярову, командиру 17-й танковой бригады, с докладом и был убит осколком миномётного снаряда.
22 декабря был посмертно награждён орденом Ленина.

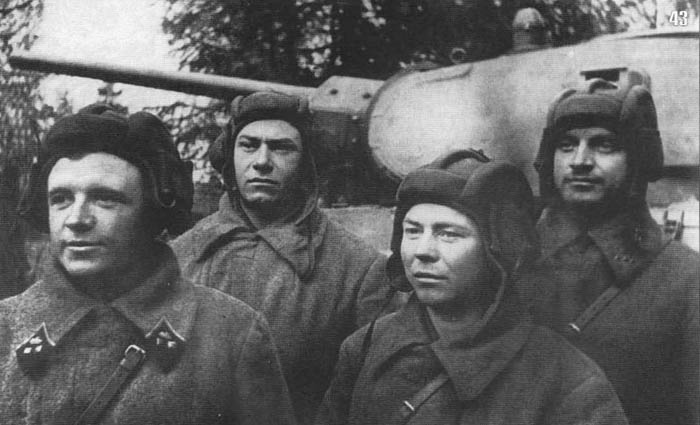
Танковый экипаж Д. Лавриненко (крайний слева). Октябрь 1941 г.
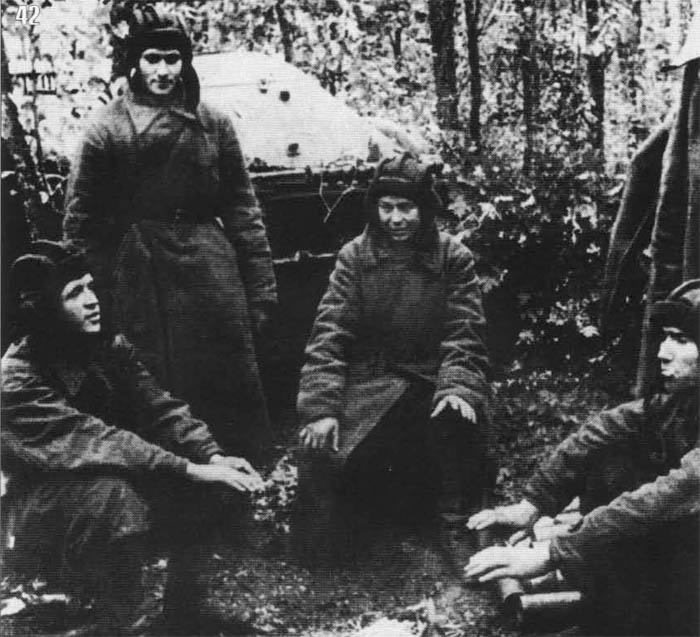
Экипаж Дмитрия Лавриненко в перерывах между боями. Осень 1941 г.
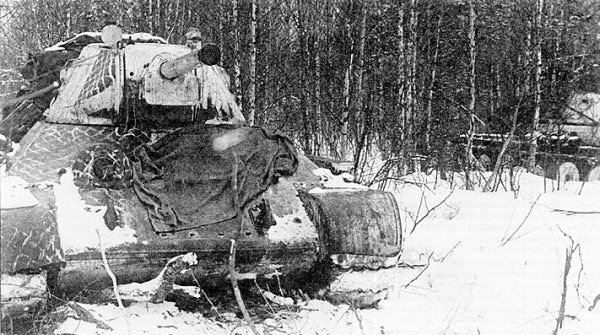
Танки Т-34 1-й гв. тбр. Декабрь 1941 г.

## Семья
Отец — Фёдор Прокофьевич Лавриненко, казак из станицы Бесстрашной, участник Первой мировой войны, артиллерист. Переселился на Кубань из Черниговщины. Воевал на турецком и восточном фронтах в составе 2-й Кавказского казачьего конноартиллерийского дивизиона . С началом гражданской войны возглавил красногвардейский отряд, погиб в 1918 году в боях с белоказаками.
Мать — Матрёна Прокофьевна Лавриненко (Ситникова; 1892—1985) — после смерти мужа в одиночку растила сына Митю. Во время гражданской войны была вынуждена перебраться вместе с родителями в соседнюю станицу Отважную, спасаясь от расправы белогвардейцев генерала В. Л. Покровского. После установления советской власти семья получила земельный надел в Грязнухе. Работала заведующей столовой, вступила в ВКП(б), стала председателем стансовета на хуторе Сладкий. В послевоенные годы её не забывали бывшие однополчане Дмитрия Лавриненко, у катуковцев установилась постоянная переписка с Матрёной Прокофьевной. По инициативе маршала бронетанковых войск М. Е. Катукова, она приезжала на встречу ветеранов, а музею бывшей 1-й гвардейской танковой бригады была передана её фотография. Бывшие однополчане сопровождали её по всему боевому пути сына, приглашали на перезахоронение останков Дмитрия в братской могиле в деревне Деньково. Проживала в Армавире. Умерла в 1985 году в Усть-Лабинском доме-интернате для престарелых и инвалидов.
Жена — Нина, родом из села Андрюки, познакомилась с Дмитрием до войны в Станиславе на молодёжном вечере. По воспоминаниям Матрёны Прокофьевны, «первый раз домой Митя, её, свою невесту, прямо на танке привёз, мы же тут, в военном городке жили. Вылезли из люка, он её снял с гусеницы, ухватил в оберемок, несёт в комнату, а она вырывается — стеснительная такая». Поженились в Виннице летом 1941 года, куда с началом Великой Отечественной войны отступала с боями воинская часть Дмитрия. Вынуждена была расстаться с Дмитрием в Сталинграде, откуда он вместе с частью уехал под Москву. Вскоре вместе с семьями офицеров была эвакуирована в Среднюю Азию, в город Фергана. Училась на курсах медсестёр, затем в начале августа 1942 года была отправлена на фронт. Когда её эшелон проходил через Армавир, отпросилась в город, чтобы навестить Матрёну Прокофьевну. Погибла во время немецкой бомбардировки железнодорожного вокзала Армавира.

## Память

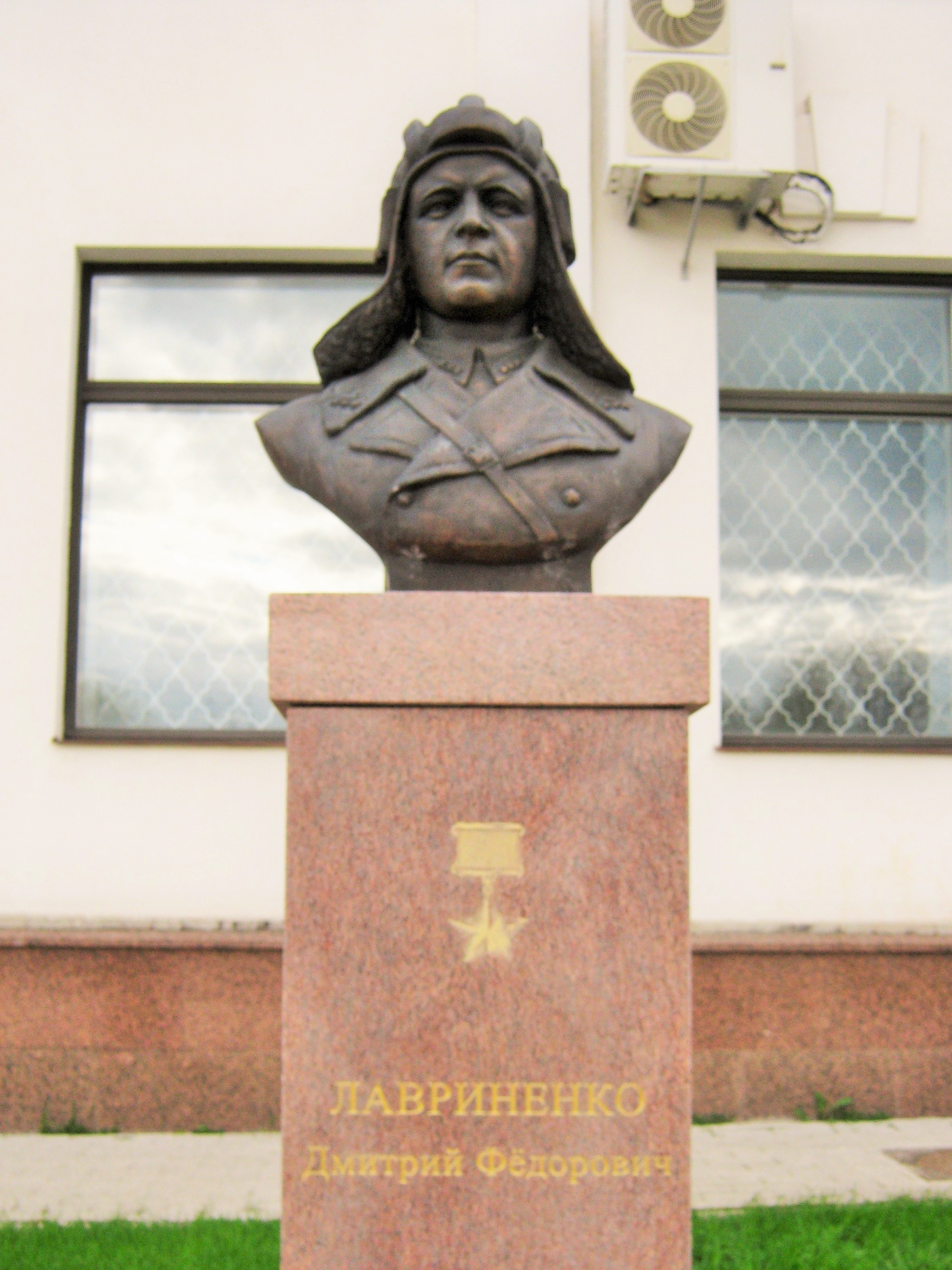
Бюст Д. Ф. Лавриненко на Октябрьской площади в Волоколамске

Похоронен на месте боя, около шоссе, между селом Покровским и деревней Горюны (ныне — Анино). В 1967 году место захоронения было найдено поисковым отрядом учащихся 296-й средней школы города Москвы под руководством учителя Н. В. Хабаровой. Торжественно перезахоронен в братской могиле около деревни Деньково Истринского района Московской области в присутствии его матери Матрёны Прокофьевны, бывшего комиссара полка полковника в отставке Я. Я. Комлова, а также учащихся 296-й средней школы города Москвы и школы-интерната № 1 города Армавира.
Приказом 1-й гвардейской танковой бригады № 073 от 7 мая 1943 года посмертно зачислен в списки личного состава частей и подразделений бригады.
После войны известные военачальники маршал бронетанковых войск М. Е. Катуков, генерал армии Д. Д. Лелюшенко, кубанские писатели Гарий Немченко, Пётр Придиус, Станислав Филиппов добивались награждения Лавриненко. Однако долгое время Управление кадров Министерства обороны СССР отказывало им в этой просьбе. По воспоминаниям Е. С. Катуковой, одним из препятствий была личная позиция И. И. Гусаковского, начальника Главного управления кадров МО СССР в 1963—1970 годах, который мотивировал отказ тем, что родственники Дмитрия Лавриненко будут требовать себе привилегий.
Указом Президента СССР от 5 мая 1990 года за мужество и героизм, проявленные в боях с немецко-фашистскими захватчиками, Лавриненко Дмитрию Фёдоровичу присвоено звание Героя Советского Союза посмертно. Родственникам героя были вручены орден Ленина и медаль «Золотая Звезда» № 11615.
В честь его боя по защите Серпухова в деревне Калиново установлен танк-памятник Т-34-85.
Именем Лавриненко названа школа № 28 и улица в станице Бесстрашной,школа №32 в хуторе Сладком,
школа № 3 в Протвино (2014), школа № 61 в хуторе Ленина в Краснодаре (2019), улицы в Москве, Орле, Волоколамске, Армавире,  Краснодаре, 6 сентября 2018 года в рамках празднования 100-летнего юбилея Ульяновскому танкового училища была названа улица в Заволжском районе Ульяновска.
Во дворе школы № 3 в Протвино 21 июня 2017 года поставлен памятник-бюст. 10 сентября 2017 года, в День танкиста, бюст Дмитрия Лавриненко открыт на территории парка «Патриот» в Кубинке. 14 октября 2017 года бюст Дмитрия Лавриненко открыт на родине в станице Бесстрашной.
В честь Д. Ф. Лавриненко назван перевал в Джунгарском Алатау.

Памятник около деревни Деньково, Истринский район Московской области
Братская могила около деревни Деньково, куда перенесли останки героя-танкиста к 20-летию победы из деревни Горюны (где ранее была одиночная могила)

## Тактика успеха
По оценке историка М. Б. Барятинского, Д. Ф. Лавриненко был «хорошим хладнокровным тактиком», что позволило ему добиться высоких результатов. Тактика, которую он использовал, имела много общего с тактикой 1-й гвардейской танковой бригады — это сочетание действий из засад с короткими внезапными атаками ударной группы при хорошо проведённой разведке. Из описаний боёв с участием Лавриненко следует, что, прежде чем атаковать противника, он внимательно изучал местность, чтобы правильно выбрать направление атаки и вид последующего манёвра.
Пример одного из приёмов, который применил Лавриненко в боях под Мценском:

…лейтенант Дмитрий Лавриненко, тщательно замаскировав свои танки, установил на позиции брёвна, внешне походившие на стволы танковых орудий. И не безуспешно: фашисты открыли по ложным целям огонь. Подпустив гитлеровцев на выгодную дистанцию, Лавриненко обрушил на них губительный огонь из засад и уничтожил 9 танков, 2 орудия и множество гитлеровцев.
— Генерал армии Д. Д. Лелюшенко, Заря Победы, 1966.
Д. Ф. Лавриненко активно использовал преимущество Т-34 перед немецкими танками в проходимости в условиях осенней распутицы. Он уверенно маневрировал на поле боя, скрываясь за складками местности, и, меняя позицию, вновь атаковал с нового направления, создавая у противника ложное впечатление о действиях сразу нескольких групп танков. Кроме того, по свидетельству сослуживцев, Лавриненко метко стрелял из танкового орудия и вместе с тем стремился на максимальной скорости сблизиться с противником на дистанцию 150—400 м, чтобы бить наверняка. Лавриненко воевал на танках Т-34-76 образца 1941 года, в которых командир танка одновременно выполнял функции командира и наводчика.
За два с половиной месяца боёв Д. Ф. Лавриненко принял участие в 28 схватках и уничтожил 52 танка, став самым результативным танкистом в Красной Армии и антигитлеровской коалиции за всю Вторую мировую войну. Сам трижды горел.

## Лавриненко и немецкие танковые асы
Известно, что в годы Второй мировой войны в вермахте и войсках СС воевали более результативные танковые асы. Общее количество танков, подбитых и уничтоженных Лавриненко, невелико по сравнению, например, с показателями таких мастеров танкового боя, как Михаэль Виттман (138 танков и САУ), Отто Кариус (150) и другими.
Однако почти все немецкие танковые асы прошли всю войну от начала до конца, и поэтому их суммарные результаты столь значительны. При этом Лавриненко уничтожил свои 52 танка всего за 2,5 месяца ожесточённых боёв в 1941 году, в самый критический и трагический для Красной армии период, когда та отступала. Военный историк А. Смирнов отмечает, что его результат мог быть значительно выше, если бы осколок мины не оборвал жизнь старшего лейтенанта.
Историк М. Б. Барятинский также отмечает и моральный аспект: успех танка в бою зависит не только от его командира, но от слаженности действий всего экипажа. Например, немецкий танковый ас Михаэль Виттман большинством своих побед обязан наводчику Бальтазару Волю, а Д. Ф. Лавриненко, который воевал на Т-34 начального периода войны, где командиры машин одновременно были и наводчиками, стрелял сам.

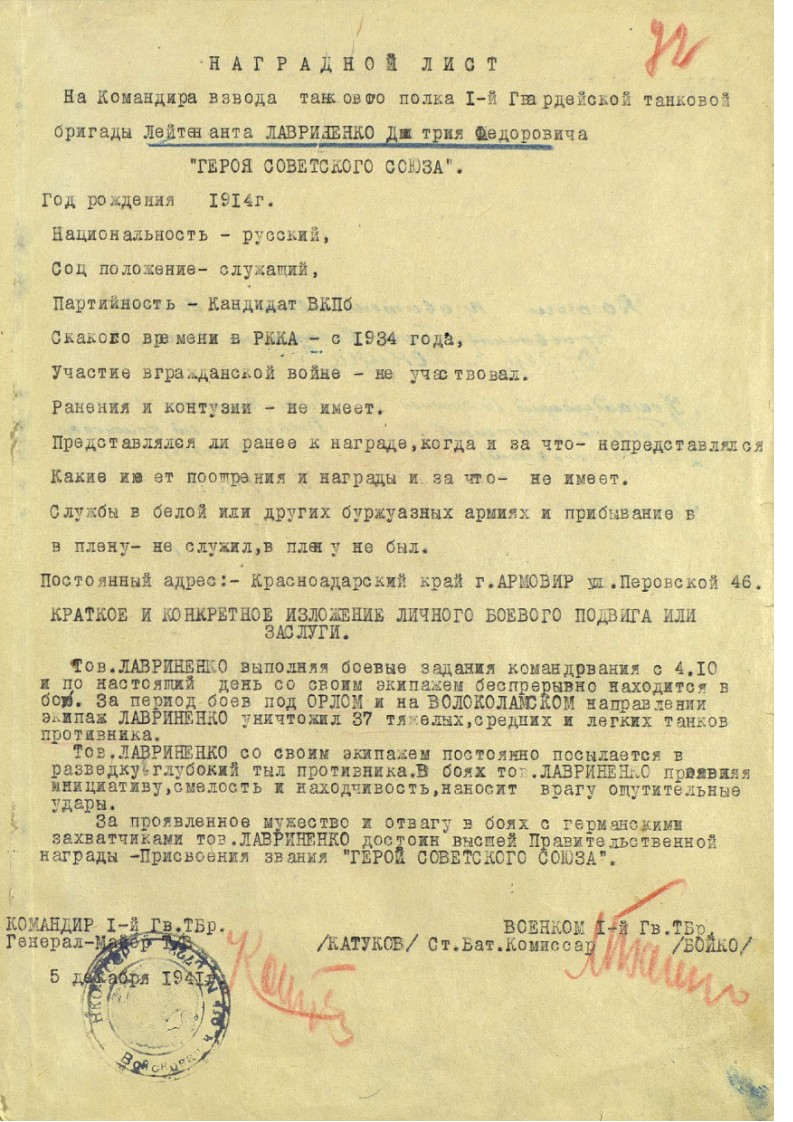
Наградной лист Д. Ф. Лавриненко

## Оценки и мнения
Из воспоминаний маршала бронетанковых войск М. Е. Катукова:

С именем Лавриненко был связан буквально каждый километр боевого пути 1-й гвардейской танковой бригады. Не было ни одного серьёзного боевого дела, в котором он бы не участвовал. И всегда показывал пример личной храбрости, мужества и отваги, командирской сметливости и расчётливости…
Двадцать восемь кровопролитных боёв с противником было на его счету. Трижды горела машина Дмитрия Лавриненко, но отважный танкист из самых тяжёлых ситуаций выходил невредимым. Он уничтожил 52 фашистских танка. История минувшей войны не знает другого такого примера.
Всего двадцать семь лет прожил замечательный танкист, сын кубанского казака из станицы Бесстрашная. Да, станица оправдала своё название. Она дала Родине бесстрашных сыновей. Отец Дмитрия Федоровича в годы гражданской войны был красным партизаном и пал смертью героя в боях с белогвардейцами. Сын его отдал жизнь в смертельной схватке с проклятым фашизмом.

Полковник в отставке П. А. Заскалько:

С Дмитрием Лавриненко мы воевали вместе с первого дня войны. А встретили её в Станиславе, ныне Ивано-Франковск, где служили в одной роте 15-й танковой дивизии.
Внешне он мало походил на лихого вояку. По натуре был очень мягким и добродушным человеком. В первые дни войны Дмитрию не повезло — его танк вышел из строя. При отступлении мы хотели уничтожить неисправные танки. И тут вдруг наш тихий Лавриненко встал на дыбы: «Не отдам машину на смерть! Она после ремонта ещё пригодится». И добился-таки своего. Как ни тяжело было, отбуксировал танк и сдал в ремонт. Когда же в Сталинграде получал новую машину — тридцатьчетвёрку, сказал: «Ну, теперь я с Гитлером рассчитаюсь!»

Однополчанин, полковник в отставке Л. Д. Лехман:

В бою за Волоколамск мы захватили любопытный трофей — ящик с Железными крестами. Их мы сдали в политотдел, а фашисты вместо Железных крестов получили кресты из русской берёзы. Такова была наша месть за Дмитрия.

## Члены экипажа Лавриненко
- механики-водители старший сержант Пономаренко, старший сержант М. И. Бедный (1918 — 18 ноября 1941; уничтожил в составе экипажа 37 танков[76]), М. М. Соломянников;
- стрелки-радисты сержант И. С. Борзых (1908 — пропал без вести в бою 16 июля 1944), рядовой А. С. Шаров (1916 — 19 ноября 1941);
- заряжающий рядовой Федотов.

## Награды и звания
- Герой Советского Союза (5 мая 1990, посмертно; медаль «Золотая Звезда» № 11615);
- Орден Ленина (22 декабря 1941, посмертно)

## Комментарии
1. ↑  Ныне Отрадненский район, Краснодарский край, Россия
2. ↑  Дореформенное написание станицы Бесстрашной — Безстрашная, см. Иваненков Н. С. Карта Кубанской области и близких к ней Черноморской губернии и части Сухумского округа (1902). Дата обращения: 3 июня 2012. Архивировано из оригинала 14 июня 2012 года.
3. ↑  Имеется в виду 49-я армия.
4. ↑  Цитируется маршалом бронетанковых войск М. Е. Катуковым по памяти в книге: Катуков М. Е. Гвардейцы-танкисты в московской битве // Провал гитлеровского наступления на Москву. 25 лет разгрома немецко-фашистских войск под Москвой. 1941-1966 / Предисловие Маршала Советского Союза М. В. Захарова. Под редакцией члена-корреспондента АН СССР А. М. Самсонова.. — М.: Наука, 1966. — 350 с. — 50 000 экз.
5. ↑  »52-тонным танком" в немецких источниках обозначался КВ-2.

### Энциклопедии и справочники
- Лавриненко Дмитрий Фёдорович // Кавалеры ордена Славы трёх степеней: Краткий биографический словарь / Пред. ред. коллегии Д. С. Сухоруков. — М.: Воениздат, 2000. — 703 с. — 10 000 экз. — ISBN 5-203-01883-9.
- Барятинский М. Б. Дмитрий Лавриненко // Советские танковые асы. — М.: Эксмо, 2008. — С. 47—65. — (Танки в бою). — 5000 экз. — ISBN 978-5-699-25290-9.

### Исследования
- Лившиц Я. Л. Первая гвардейская танковая бригада в боях за Москву: [октябрь 1941 г. ― апрель 1942 г.]. — М.: Воениздат, тип. им. Тимошенко, 1948. — 260 с.
- Ростков А. Ф. Первые гвардейцы-танкисты. — Изд. 2-е, доп.. — М.: Московский рабочий, 1975. — 351 с. — 50 000 экз.
- Смирнов А. ТАНКОВЫЙ АС Дмитрий Лавриненко // Танкомастер : журнал. — М.: «Техника — молодежи», 2002. — № 3. — С. 6—9.
- Шишков А. М. От Москвы до Берлина — Боевой путь 1-й гвардейской Чортковской дважды ордена Ленина Краснознамённой орденов Суворова, Кутузова и Богдана Хмельницкого танковой бригады: к 60-летию победы в Великой Отечественной войне 1941-1945 гг. — М.: Комитет по телекоммуникациям и средствам массовой информации города Москвы, 2005. — 68 с. — (Москва современная).
- Давыдов В. А., Ярошенко В. В. Книга памяти первогвардейцев-танкистов 1941-1945 гг. — Изд. 2-е, испр.. — Калуга: «Полиграф-Информ», 2007. — 558 с. — 130 экз.

### Мемуары
- Катуков М. Е. [militera.lib.ru/memo/russian/katukov/index.html На острие главного удара] / Литературная запись В. И. Титова. — Изд. 2-е, испр.. — М.: Воениздат, 1974. — 427 с. — (Военные мемуары).
- Лелюшенко Д. Д. [militera.lib.ru/memo/russian/lelyushenko_dd/index.html Москва — Сталинград — Берлин — Прага. Записки командарма] / АН СССР, Отделение истории. — Изд. 4-е, испр.. — М.: Наука, 1987. — 408 с. — (Борьба народов против фашизма и агрессии). — 50 000 экз.
- Шумилов В. Е. Равнение на подвиг // Раздумье у рейхстага. — Воронеж, 2000. — С. 73—77. — 120 с.

### Биографические повести и очерки
- Придиус П. Е. Вся гордость мира // Родное. — Краснодар: Книжное издательство, 1986. — С. 208—232. — 270 с. — 7000 экз.
- Филиппов С. К. Не померкнет никогда. — Краснодар: Периодика Кубани, 2004. — 320 с. — 5000 экз. — ISBN 5-331-00037-1.

### Другие публикации
- Жуков Ю. А. Люди сороковых годов. — Москва: Советская Россия, 1975 г.
- Придиус П. Е. Такие разные звёзды // Просто русские…. — Краснодар: Периодика Кубани, 2002. — С. 65—85. — 432 с. — 1000 экз. — ISBN 5-331-00013-4.
- Катуков М. Е. Памяти храбрых (недоступная ссылка — история) // Танкист : журнал. — М.: Воениздат, сентябрь 1947. — № 9.
- «А на рассвете — в бой» // Последние письма с фронта. 1941. Сборник. — М.: Воениздат, 1991. — Т. 1. — 416 с. — ISBN 5-203-01038-2.
- Исаев А. В. [militera.lib.ru/h/isaev_av5/index.html «Котлы» 41-го. История ВОВ, которую мы не знали]. — М.: Яуза, Эксмо, 2005. — 400 с. — (Война и мы). — ISBN 5-699-12899-9.